# Gustaf Lagerbjelke

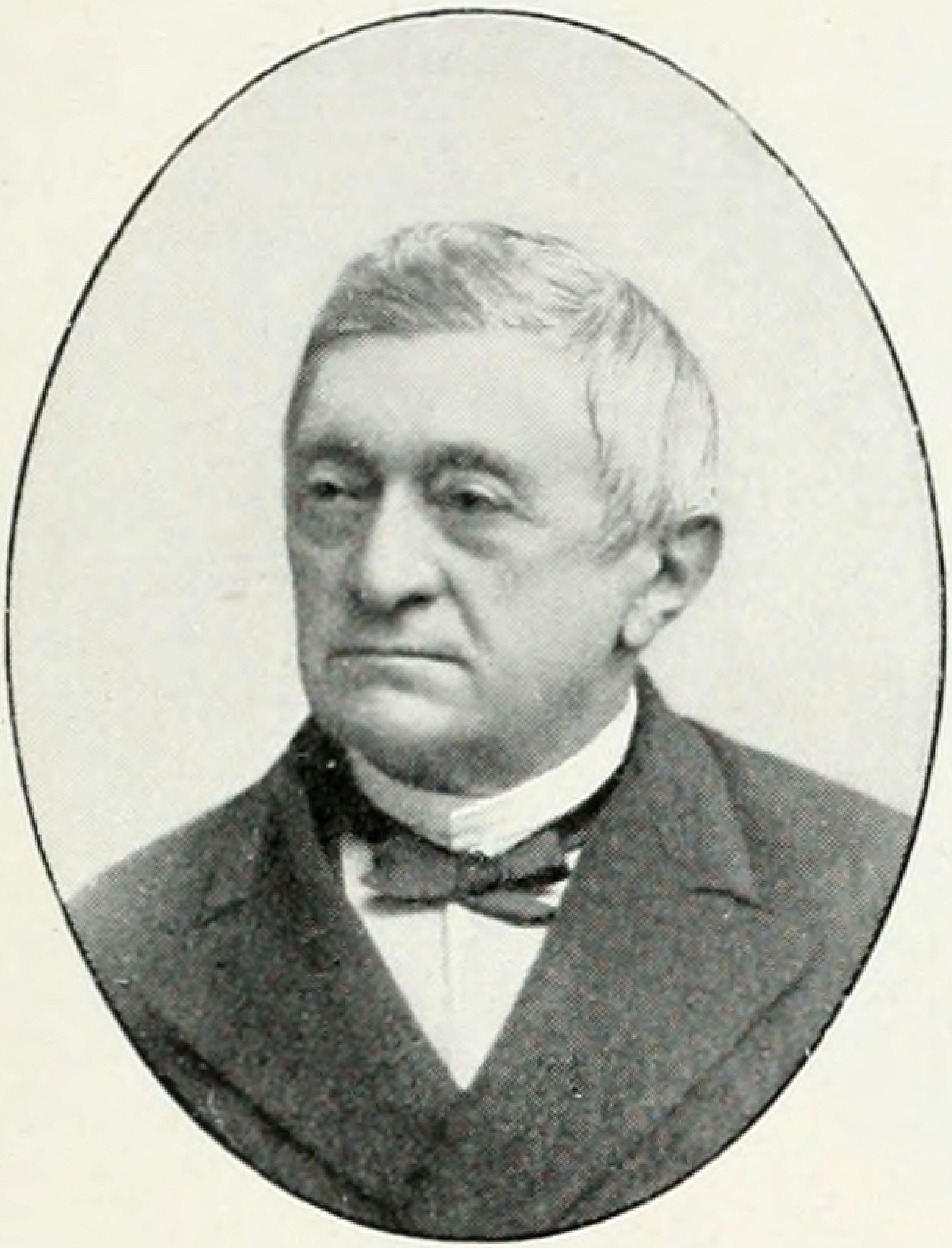
Gustaf Lagerbjelke

Gustaf Graf Lagerbjelke (* 6. Oktober 1817 in Älvsjö, Brännkyrka, Stockholm; † 6. März 1895 in Stockholm) war ein schwedischer Staatsmann und der letzte Landmarschall Schwedens.

## Leben

### Aufstieg zum letzten Landmarschall
Lagerbjelke entstammte einer einflussreichen Familie: Sein Vater war Generaladjutant Axel Lagerbjelke, dessen Brüder der Vizeadmiral Johan Lagerbjelke und der Staatsmann Gustaf Lagerbjelke waren. Auch sein Großvater Johan Gustaf Lagerbjelke und sein Urgroßvater Axel Lagerbjelke waren Vizeadmirale.
Lagerbjelke begann nach dem Schulbesuch 1834 ein Studium der Rechtswissenschaft und schloss dieses 1838 ab. Danach war er in Justizrevision tätig, ehe er in das Schwedische Appellationsgericht (Svea Hovrätt) eintrat.
1844 wurde Lagerbjelke als Vertreter des Adels Mitglied im Ständereichstag und wurde zugleich Vorsitzender des Ausgabenausschusses. Später war er 1847 Vorsitzender des Ausschusses für staatliche Finanzkontrolle und dann zwischen 1848 und 1857 Vorsitzender des Ausschusses für Staatsschulden, ehe er von 1857 bis 1858 Bevollmächtigter der Schwedischen Reichsbank war.
Im Ritterhaus, der Adelskammer des Ständereichstages, gewann er zunehmend an Aufmerksamkeit und Einfluss und gehörte neben Henning Hamilton, Gillis Bildt und Erik Sparre zu den führenden jüngeren Politikern der Junker-Partiet. Bereits zu dieser Zeit beschäftigte er 1850 sich mit der Frage der Modernisierung der Volksvertretung durch die Auflösung des Ständereichstages und der Einrichtung eines Reichstages, wobei es über die Frage eines Einkammer- oder Zweikammersystems zu heftigen Debatten in den vier Häusern des Ständereichstages kam. 1853 legte er einen Vorschlag zur Einrichtung eines besonderen Verwaltungsgerichts (Administrativ domstol) vor, um den Obersten Gerichtshof (Högsta domstolen) von verwaltungsrechtlichen Streitigkeiten zu entlasten.
Zwischen 1858 und 1888 war Lagerbjelke dreißig Jahre lang Gouverneur der Provinz Södermanland sowie 1860 erneut Vorsitzender des Ausschusses für staatliche Finanzkontrolle. Dabei vertrat die Junkerpartei eine relativ offene Wirtschaftspolitik, die sich schon früh für eine Freihandelspolitik einsetzte.
Den Höhepunkt seines Einflusses im Ständereichstages erreichte er zwischen 1862 und 1863 sowie 1865 bis 1866 als Landmarschall Präsident des Ritterhauses wurde. Lagerbjelke war der letzte Landmarschall, da 1867 die Modernisierung des parlamentarischen Systems umgesetzt und ein aus zwei Kammern bestehender Reichstag eingerichtet wurde.

### Langjähriger Präsident der Ersten Kammer
Im Anschluss war er von 1867 bis 1894 Mitglied der Ersten Kammer des neuen Reichstags und vertrat dort die Provinz Södermanland. Zugleich wurde er 1867 erster Präsident der Ersten Kammer (Första kammaren) und behielt dieses Amt bis 1876. Daneben war er zwischen 1869 und 1870 Vorsitzender des Ausschusses für die Planung von Bahnhöfen.
1870 verzichtete er auf die Übernahme eines Ministeramtes in der Regierung von Justitiestatsminister Axel Adlercreutz. Darüber hinaus wurde er 1870 Ehrenmitglied der Landwirtschaftsakademie, deren Mitglied er bereits seit 1848 war.
1881 wurde er erneut Präsident der Ersten Kammer und bekleidete diese Position zehn Jahre lang bis März 1891. Zugleich war Lagerbjelke zwischen 1881 und 1883 Vorsitzender des Bankenausschusses. Daneben war er sowohl 1878 bis 1880 als auch 1891 bis 1893 Vorsitzender der Präsidentenkonferenz des Reichstages. Am 12. April 1893 hielt er eine viel beachtete Rede vor der Ersten Kammer zum Status quo der Union von Schweden und Norwegen.
1893 wurde ihm von der Universität Uppsala die Ehrendoktorwürde verliehen.